# Klozapin
Klozapin är ett atyptiskt antipsykotiskt läkemedel.
Läkemedlet används huvudsakligen för att behandla schizofreni som inte förbättras vid användning av vanliga antipsykotiska läkemedel. Bland personer med schizofreni och schizoaffektivt syndrom kan läkemedlet minska fallen av suicidalt beteende. Klozapin är mer effektivt än de typiska antipsykotika som finns. Det har en unik farmakologisk profil jämfört med andra antipsykotika.

## Historik
Klozapin syntetiserades år 1958 i Bern, Schweiz, och introducerades till klinisk praxis år 1972. Klozapin introducerades på 1970-talet, men det drogs in över hela världen 1975 efter 8 dödsfall i agranulocytos i Finland. Med krav på noggrann monitorering av vita blodkroppar registrerades klozapin i Sverige och många andra länder i slutet av 1980-talet. Klozapin har profilerat sig som ett effektivt preparat vid så kallad terapirefraktär schizofreni, det vill säga för patienter som inte svarat adekvat på annan antipsykotisk behandling. 
Klozapin finns bland annat i USA och Sverige sedan 1990. Medlets patent utgick 1998 och generika började tillverkas med substansen.
Klozapin fick en trög start och  togs tillfälligt bort från marknaden på grund av läkemedelsinducerad agranulocytos med flera  dödsfall. Utvecklaren blev tvungen att forska djupare i medicinen för fastställa dess säkerhetsprofil.
Det framkom dock att klozapin fungerar väl vid behandlingsresistent schizofreni, cirka 60 % av dem som anses behandlingsresistenta svarar på klozapin, vilket bidrog till att klozapin kunde återintroduceras (som ett livskraftigt antipsykotikum) och med kravet för användaren att blodprovskontroller görs regelbundet, dvs. följa upp blodbilden varje vecka under de första 18 veckorna och därefter fortsättningsvis en gång varje månad.
Läkemedlet intas oralt och finns endast som tabletter. Medicinen är receptbelagd.
Klozapin "upptäcktes" på 1950-talet vilken patenterades i slutet av 1950-talet i Schweiz.
Klozapin är klassificerat som ett atypiskt antipsykotikum och ska vara det första medel som är det. Det fick beteckningen "atypisk" eftersom det, i motsats till typiska antipsykotika, inte ger betydande extrapyramidala bieffekter, inte höjer prolaktinnivåerna och inte inducerar tardiv dyskinesi vid  långvarig användning.
Klozapin registrerades i Sverige den 17 mars 1989. Försäljningstillstånd beviljades på nytt i december 1990. Det sattes in i fall där behandling med två kemiskt obesläktade neuroleptika ej givit klinisk respons.

### Vidtagande på grund av agranulocytos
Vid en överenskommelse sommaren 1975 beslutades det att klozapin skulle tas bort från marknaden. Sandoz gjorde en grundlig utredning i Finland och  besökte de sjukhus där dödsfall hade inträffat. De grävde fram patienternas journaler ur dammiga arkiv och gick igenom allt. Vissa av sjukhuspersonalen blev upprörda med vilken rätt man grävde i deras arkiv. Man kontrollerade till och med om patienterna bott på den soliga sidan av byggnaden – man började få idéer om att ljuset kan ha gjort läkemedlet farligt. Man trodde att hud som exponerats för direkt solljus medförde sidoeffekten som följd av medicineringen.
Forskargruppen arbetade nästan dygnet runt hela sommaren och hade inte tid med semester. Arbetet  resulterade i en 273 sidor lång rapport och flera publikationer. Klozapin användes dock med specialtillstånd för enskilda patienter sedan 1980,  tills att försäljningstillstånd åter beviljades i december 1990. Samtidigt uppgavs det  att patentet för Leponex skulle löpa ut år 1994, men det kom i själva verket att ske år 1998 och generika började komma med substansen. Användning av klozapin kräver en särskild uppföljning av patienten, med bloduppföljning.  Största användningen av klozapin är vid behandlingsresistent schizofreni.

## Kemi
Klozapin har den kemiska formeln C18H19ClN4.
Klozapin är ett neuroleptikum tillhörande gruppen dibensodiazepinderivat.
Klozapin skapades från imipramin.
En viktig kemisk egenskap för klozapin är den halogenatom som  ingår i molekylen.

## Effektivitet
I en jämförande studie från 2013 där 15 antipsykotiska mediciner studerades avseende effektivitet i behandling av schizofrena symtom, visades klozapin vara signifikant mer effektiv än andra preparat.
Vid en klinisk studie var responsgraden 57,9 procent för olanzapin och 60,8 procent för klozapin. Klozapin hade något högre responsgrad än olanzapin. Även i klinisk studie visade sig klozapin effektivare än olanzapin för reducering av självmordsbeteende bland personer med psykossjukdomar. Däremot har klozapin risk för allvarliga biverkningar.

## Användning
Klozapin används för patienter med schizofreni som inte svarat på minst två andra antipsykotiska läkemedel och kan ibland vara den sista utvägen. Trots att det är väldigt många år sedan så är klozapin, än idag, bäst för behandlingsresistenta patienter.
Klozapin har i mindre studier visat god effekt vid terapirefraktär bipolär sjukdom men det saknas kontrollerade studier. I en SBU-rapport från 2015 fann man inga randomiserade kontrollerade studier för användning av klozapin vid underhållsbehandling av bipolär sjukdom, vilket anses vara de mest tillförlitliga studierna. Trots avsaknad av randomiserade kontrollerade studier finns visst underlag för att klozapin har en återfallspreventiv effekt vid behandling av patienter med bipolär sjukdom som inte svarar på sedvanlig behandling med klassiska stämningsstabiliserande eller antipsykotiska läkemedel.

## Farmakologi
Klozapin har en unik farmakologisk profil, som inte delas av de flesta antipsykotika. Några som kan nämnas såsom dopamin D1 agonistisk aktivitet, kunna höja muskarinerg aktivitet, frisätta glutamat och aktivering av NMDAR samt en ovanligt stark antagonistisk effekt av dopamin D4-receptorn.

### Dopaminreceptorer
Antipsykotisk effekt redan vid omkring 40 procents blockad av dopamin D2-receptorerna.
Den potentiella relevansen av dopamin D4-receptorn framhävdes initialt av post mortem-arbete som visade en 6 gånger ökning av dopamin D4-receptortätheten vid schizofreni. Detta konstaterande tycktes ha särskild relevans med tanke just på klozapins unika kliniska egenskaper och dess höga bindningsnivå till dopamin D4-receptorn. Klozapin kan ha många gånger högre bindningsaffinitet för dopamin D4-receptorerna än för de andra dopaminreceptorerna.
Det har också setts att en dopaminreceptor inte finns någon antagonismen i någon som helst grad, utan just dopamin D1-receptorn byggs upp genom att bli stimulerad. Detta ska vara en farmakologisk egenskap som skiljer klozapin från de flesta andra  antipsykotika. De tidigaste rapporterna, menade på en minskad dopamin D1-receptortäthet vid schizofreni. Att klozapin är en agonist på dopamin D1 gör att klozapin är  ett lämpligt alternativ för personer med Parkinsons sjukdom (och fick senare ett godkännande för detta). Det är från agonismen på dopamin D1 som den antidepressiva effekten härrör av klozapin.

### Serotoninreceptorer
Klozapin är en 5-HT2A-receptorantagonist (serotoninreceptor) och är en egenskap som är grundläggande för atypiska antipsykotika och ger Anti-EPS. Blockad av 5-HT2A har inom viss farmakologilitteratur angående receptorer kunna leda till viktuppgång och sedering, men den serotoninerga rollen för antipsykotika är debatterad. Forskning har visat att 5-HT2A-aktivering kan inducera visuella hallucinationer. På serotoninreceptorn 5-HT2B finns det rätt kraftig blockad. Serotoninreceptorn 5-HT2C inte på samma sätt en kraftig blockad, 5-HT2C-receptorn definierades vid namn 5-HT1C-receptorn på äldre dagar och denna receptor blockeras inte kraftfullt med klozapin. 
Klozapin aktiverar på 5-HT1A i medelfrekvens (ger Anti-EPS). Det är antagonist vid 5-HT3-receptorn. Inducera (stimulera) 5-HT3 sägs kunna leda till psykoser. Klozapin är inte potent för 5-HT6, som Olanzapin är.

### Adrenerga receptorer
Klozapin är en potent antagonist (hämmare) mot alfa1-receptorer och har sin betydelse för dess funktionella profil. Patienten kan få hjärtklappning på grund av att blodtrycket sänkes. Klozapin är effekt på alfa2-receptorer.

### Muskarinreceptorer
Klozapin är agonist på (stimulerar) muskarina M1-receptorer. Höjer muskarinerg aktivitet.

### Glutamatreceptorer
Excitatorisk neurotransmission i hjärnan är främst glutamaterg.

### Övrigt
Klozapin är det första atypiska antipsykotikummet. Det blockerar serotoninreceptorn 5-HT2A och dopaminreceptorn D4 (dopamin D4-receptorn) samt har en mycket invecklad stor mekanism på glutamat.

## Farmakokinetik
Klozapins halveringstid sträcker sig mellan 4 och 66 timmar. Efter engångsdos av 75 mg var den genomsnittliga halveringstiden 7,9 timmar; halveringstiden ökade till 14,2 timmar när steady state uppnåddes genom att administrera dagliga doser av 75 mg under åtminstone 7 dagar. Klozapin ges vanligtvis i högre doser och då är även halveringstiden längre.
Klozapin metaboliseras bland annat av CYP1A2, därför kan koffein öka klozapin-nivåerna och det leda till biverkningar.

## Biverkningar
Vanliga biverkningar är bland annat dåsighet, yrsel, förstoppning och hypersalivation.
Allvarliga biverkningar är bland annat agranulocytos som uppträder hos 1–2 % bland vuxna som tar läkemedlet men som kan uppgå till 5 % hos unga.

## Namn
Klozapin säljs även under handelsnamnet Leponex. Andra förekommande handelsnamn är Clozaril och Zaponex.